# Gnetaceae
Gnetum es un género en los gnetales que tiene una ubicación única pero ambigua dentro de la filogenia de la planta de semillas (gimnospermas). Es un género de cerca de 30 a 35 especies de gimnospermas, único género en la familia Gnetaceae, orden Gnetales. Pueden ser árboles, arbustos y lianas tropicales siempreverdes. Al contrario de otras gimnospermas poseen tráqueas del xilema. El género tiene una amplia distribución en zonas bajas mixtas y densas de bosques pantropicales. Las hojas de Gnetum son ricas en compuestos bioactivos, por ejemplo, flavonoides y estilbenos, que tienen notables efectos médicos. Las especies de Gnetum se caracterizan por rasgos tales como hojas decusadas, venas de hojas pinnadas y la presencia de vasos en los tallos, que se asemejan a los caracteres de las angiospermas. Sin embargo, estudios anteriores han demostrado que Gnetum tiene valores de caracteres fotosintéticos más bajos que los de otras plantas de semillas.
Recientemente, se han descrito taxones adicionales y en la Lista de verificación mundial de familias de plantas seleccionadas (WCSP, 2014), se reconocen 41 especies. El sudeste asiático se considera el punto de diversidad del género Gnetum, pero el género también está presente en América del Sur y África tropical.

## Especies
- Gnetum sect. Gnetum
  - Gnetum subsect. Gnetum - 2 especies de árboles; sudeste de Asia.
    - Gnetum gnemon
    - Gnetum costatum

  - Gnetum subsect. Micrognemones - 2 especies de lianas; África tropical occidental.
    - Gnetum africanum
    - Gnetum buchholzianum

  - Gnetum subsect. Araeognemones - 9 especies de lianas; tropical Sudamérica y Centroamérica - Ituá.
    - Gnetum amazonicum
    - Gnetum camporum
    - Gnetum leyboldii
    - Gnetum nodiflorum
    - Gnetum paniculatum
    - Gnetum schwackeanum
    - Gnetum urens
    - Gnetum venosum
- Gnetum sect. Scandentia - cerca de 20 especies de lianas; sur de Asia.
  - Gnetum subsect. Stipitati
    - Gnetum arboreum
    - Gnetum contractum
    - Gnetum gracilipes
    - Gnetum latifolium
    - Gnetum montanum
    - Gnetum oblongum
    - Gnetum pendulum
    - Gnetum tenuifolium
    - Gnetum ula

  - Gnetum subsect. Sessiles
    - Gnetum acutum
    - Gnetum bosavicum
    - Gnetum cleistostachyum
    - Gnetum cuspidatum
    - Gnetum diminutum
    - Gnetum globosum
    - Gnetum gnemonoides
    - Gnetum hainanense
    - Gnetum klossii
    - Gnetum leptostachyum
    - Gnetum loerzingii
    - Gnetum luofuense
    - Gnetum macrostachyum
    - Gnetum microcarpum
    - Gnetum neglectum
    - Gnetum oxycarpum
    - Gnetum parvifolium
    - Gnetum raya
    - Gnetum ridleyi

## Usos
Muchas especies de Gnetum son comestibles, cuyas semillas se tuestan, y su follaje usado como verdura. Algunas tienen valor como planta medicinal.